# János Scheffler
János Scheffler, alternativ Ioan Scheffler sau Johann Scheffler, (n. 29 octombrie 1887, Calmand, comitatul Sătmar, din Austro-Ungaria (azi Cămin, județul Satu Mare) – d. 6 decembrie 1952, Jilava, Republica Populară Română) a fost un episcop romano-catolic al Diecezei de Satu Mare, deținut politic. În timpul unui duș i-a fost vărsată pe corp apă fierbinte, fapt care i-a cauzat arsuri grave. A fost înmormântat în cimitirul penitenciarului Jilava.
A fost beatificat în anul 2011, cu sărbătoarea pe 6 decembrie.

## Viața
Scheffler s-a născut într-o familie săracă de șvabi sătmăreni din Calmand. A urmat cursurile Liceului Romano-Catolic din Satu Mare (în prezent Colegiul Mihai Eminescu), după care a studiat teologia la Budapesta. A fost hirotonit preot în data de 6 iulie 1910 în satul natal.

## Beatificare
În data de 1 iulie 2010 papa Benedict al XVI-lea a aprobat decretul de beatificare a episcopului Scheffler.
Slujba de beatificare a fost oficiată în data de 3 iulie 2011 de către cardinalul Péter Erdő în Catedrala din Satu Mare, în prezența a 15.000 de credincioși.